# Jiro Kondo
Jiro Kondo (2 dicembre 1951) è un egittologo giapponese.
Ha lavorato nelle tombe KVA e KV22 nella Valle dei Re e per l'Amarna Royal Tombs Project. È professore di Archeologia alla Università di Waseda, Tokyo.